# Щолно
Що́лно (бел. Шчо́ўна; в русскоязычных источниках — также Щёлно) — озеро в Миорском районе Витебской области Белоруссии. Относится к бассейну реки Вята, протекающей через озеро.

## Описание
Озеро Щолно находится в 7 км к северо-западу от города Миоры. Высота над уровнем моря составляет 137,6 м. К востоку от водоёма находятся деревня Русское Село и хутор Щёлно.
Площадь поверхности озера составляет 1,14 км², длина — 1,48 км, наибольшая ширина — 0,95 км. Длина береговой линии — 4,08 км. Наибольшая глубина — 2,6 м, средняя — 1,5 м. Объём воды в озере — 1,7 млн м³. Площадь водосбора — 357 км².
Котловина остаточного типа, почти округлой формы, слегка вытянутая с юго-запада на северо-восток. В том же направлении через водоём протекает река Вята, левый приток Западной Двины. Участок реки до озера носит название Хоробровка.
Северо-западный, западный и юго-западный склоны котловины слабо выраженные, заболоченные. Северо-восточный, восточный и южный склоны выраженные лучше, но при этом пологие. Береговая линия относительно ровная. Берега низкие, песчаные либо торфянистые, заболоченные и поросшие кустарником. Вдоль северо-западного, западного и юго-западного берегов формируются сплавины.
Мелководье протяжённое, выстеленное песком, илом и торфом. Глубже дно покрыто слоем грубодетритового сапропеля мощностью до 8 м.
Озеро эвтрофное. Минерализация воды составляет приблизительно 190 мг/л, прозрачность — 2 м. Помимо Вяты, водоём сообщается с системой мелиорационных каналов.
Озеро существенно зарастает. Надводная растительность образует полосу 100—150 м шириной. Ихтиофауну составляют линь, карась, плотва, щука, уклейка, окунь, лещ, краснопёрка и другие виды рыб.